# Johan Frederik Vilhelm Schlegel
Johan Frederik Vilhelm Schlegel, född den 4 oktober 1765, död den 19 juli 1836, var en dansk rättslärd, son till Johann Heinrich Schlegel, kusin till bröderna Schlegel. 
Schlegel var sedan 1789 professor vid Köpenhamns universitet. Hans förnämsta arbeten är Naturrettens grundsætninger (1798; 2:a upplagan 1805), Danmarks og hertugdømmenes statsret (endast del I, 1827) samt uppsatser, bland andra Om de gamle danskes retssædvaner og autonomie (1827) och om Grågås (1832).   
Vidare utgav han 1797-1805 tidskriften Astræa (5 band), där han författade Frimodig prøvelse af den engelske admiralitetsrets-dom  . . . i den svenske convoysag (1800) och skickligt hävdade teorin om "fritt skepp, fritt gods" och om konvojerade fartygs befrielse från visitation. Skriften översattes till engelska och franska och väckte stor uppmärksamhet i England.  
Dessutom författade han 1816 flygskriften Apercu sur la liaison politique entré les duchés de Slesvig et de Holstein emot den då uppdykande slesvig-holsteinska läran.